# Rybno (gemeente in powiat Sochaczewski)
De gemeente Rybno is een landgemeente in het Poolse woiwodschap Mazovië, in powiat Sochaczewski.
De zetel van de gemeente is in Rybno.
Op 30 juni 2004 telde de gemeente 3534 inwoners.

## Oppervlakte gegevens
In 2002 bedroeg de totale oppervlakte van gemeente Rybno 72,84 km², waarvan:
- agrarisch gebied: 90%
- bossen: 5%

De gemeente beslaat 9,96% van de totale oppervlakte van de powiat.

## Demografie
Stand op 31 juni 2016:
| Omschrijving                   | Totaal | Totaal | Vrouwen | Vrouwen | Mannen | Mannen |
| ------------------------------ | ------ | ------ | ------- | ------- | ------ | ------ |
| eenheid                        | aantal | %      | aantal  | %       | aantal | %      |
| inwoners                       | 3477   | 100    | 1762    | 51      | 1715   | 49     |
| bevolkingsdichtheid (inw./km²) | 48     | 48     | 24,4    | 24,4    | 23,6   | 23,6   |

In 2002 bedroeg het gemiddelde inkomen per inwoner 1234,43 zł.

## Plaatsen
Aleksandrów, Antosin, Bronisławy, Cypriany, Ćmiszew-Parcel, Ćmiszew Rybnowski, Erminów, Jasieniec, Józin, Kamieńszczyzna, Karolków Rybnowski, Karolków Szwarocki, Konstantynów, Koszajec, Ludwików, Matyldów, Nowa Wieś, Nowy Szwarocin, Rybionek, Sarnów, Stary Szwarocin, Wesoła, Wężyki, Złota, Zofiówka.

## Aangrenzende gemeenten
Iłów, Kocierzew Południowy, Młodzieszyn, Nowa Sucha, Sochaczew
- Virtual International Authority File: 302844112